# Remington (Virgínia)
Remington és una població dels Estats Units a l'estat de Virgínia. Segons el cens del 2000 tenia 624 habitants.

## Demografia
Segons el cens del 2000, Remington tenia 624 habitants, 238 habitatges, i 163 famílies. La densitat de població era de 1.095,1 habitants per km².
Dels 238 habitatges en un 36,1% hi vivien nens de menys de 18 anys, en un 41,6% hi vivien parelles casades, en un 19,3% dones solteres, i en un 31,5% no eren unitats familiars. En el 23,5% dels habitatges hi vivien persones soles el 7,1% de les quals corresponia a persones de 65 anys o més que vivien soles. El nombre mitjà de persones vivint en cada habitatge era de 2,6 i el nombre mitjà de persones que vivien en cada família era de 3,02.
Per edats la població es repartia de la següent manera: un 27,9% tenia menys de 18 anys, un 10,3% entre 18 i 24, un 34,6% entre 25 i 44, un 20,4% de 45 a 60 i un 6,9% 65 anys o més.
L'edat mediana era de 33 anys. Per cada 100 dones de 18 o més anys hi havia 87,5 homes.
La renda mediana per habitatge era de 36.765 $ i la renda mediana per família de 37.969 $. Els homes tenien una renda mediana de 31.250 $ mentre que les dones 20.750 $. La renda per capita de la població era de 16.693 $. Entorn de l'11% de les famílies i el 13,6% de la població estaven per davall del llindar de pobresa.

## Poblacions més properes
El següent diagrama mostra les poblacions més properes.